# Estación de Binéfar
Binéfar es una estación ferroviaria situada en el municipio español homónimo, en la provincia de Huesca, comunidad autónoma de Aragón. Cuenta con servicios de media distancia atendidos por Renfe. En 2020 fue utilizada por 12 699 usuarios.

## Situación ferroviaria
Se encuentra ubicada en el punto kilométrico 138,3 de la línea férrea de ancho ibérico que une Madrid con Barcelona a 287,7 metros de altitud, entre las estaciones de Monzón-Río Cinca y Tamarite-Altorricón, aunque la estación de Lérida-Pirineos es la siguiente con tráfico de viajeros. El kilometraje de la línea sufre un reinicio en la capital maña lo que explica ese valor relativamente bajo a pesar de la lejanía con Madrid. El tramo es de vía única y está electrificado.

## Historia

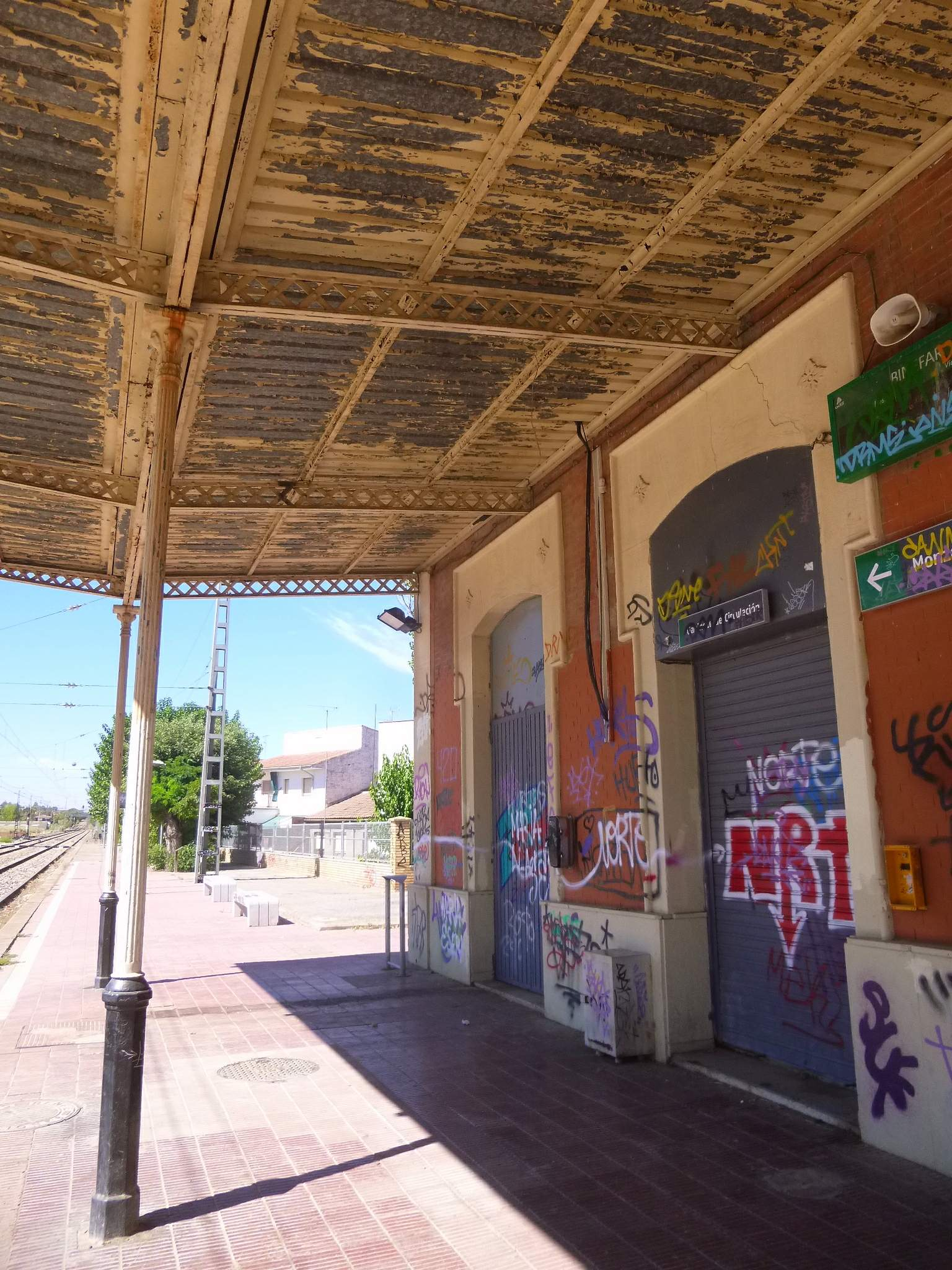
La deteriorada marquesina de la Estación

La estación fue abierta al tráfico el 18 de septiembre de 1861, con la apertura del tramo Zaragoza-Lérida de la línea férrea que pretendía conectar Zaragoza con Barcelona. Las obras corrieron a cargo de la Compañía del Ferrocarril de Barcelona a Zaragoza. Buscando mejorar tanto el enlace de la línea con otros trazados, así como su salud financiera, la compañía decidió en 1864 unirse con la empresa que gestionaba la línea férrea que enlazaba Zaragoza con Pamplona, dando lugar a la Compañía de los Ferrocarriles de Zaragoza a Pamplona y a Barcelona. Dicha fusión se mantuvo hasta que en 1878 la poderosa Norte, que buscaba extender sus actividades al este de la península, logró hacerse con la compañía. Norte mantuvo la gestión de la estación hasta que en 1941 se produjo la nacionalización del ferrocarril en España y todas las compañías existentes pasaron a integrarse en la recién creada RENFE. 
Desde el 31 de diciembre de 2004 Renfe Operadora explota la línea mientras que Adif es la titular de las instalaciones ferroviarias.

## La estación
El edificio de viajeros tiene cinco vanos por planta y costado. Cuenta con una marquesina metálica que cubre la totalidad de la fachada que comparte con el andén lateral. Dispone de dos andenes uno lateral donde se sitúa el edificio de viajeros con acceso a una vía y uno central, al que acceden dos vías más. Otras dos vías más sin acceso a andén completan las instalaciones.

## Servicios ferroviarios

### Media Distancia
Los servicios de Media Distancia que ofrece Renfe tienen como principales destinos Zaragoza, Lérida y Madrid. Algunas relaciones cubren únicamente el trayecto entre Zaragoza y Lérida. 
| Operador | Línea MD | Trenes                   | Origen/Destino                     |  | Destino/Origen |
| -------- | -------- | ------------------------ | ---------------------------------- |  | -------------- |
| Renfe    | 38       | Regional Regional Exprés | Zaragoza-Delicias Madrid-Chamartín |  | Lérida         |